# Eupyra sages
Eupyra sages là một loài bướm đêm thuộc phân họ Arctiinae, họ Erebidae.